# Stadion an der Gellertstraße
Le Stadion – An der Gellertstraße, également connu sous le nom de Stadion Chemnitz et surnommé le Fischerwiese, est un stade de football allemand situé à Sonnenberg, quartier de la ville de Chemnitz, en Saxe.
Le stade, doté de 15 000 places et inauguré en 1933, sert d'enceinte à domicile à l'équipe de football du Chemnitzer FC.

## Histoire
Le stade ouvre ses portes en 1933 (sur d'anciens terrains d'équitation). Il est inauguré sous le nom de Stadion an der Planitzstraße le 31 juillet 1933, disposant à l'époque de 25 000 places. Le match d'inauguration a lieu le 13 mai 1934 lors d'une victoire en amical 5-1 des locaux du Chemnitzer PSV sur le SpVgg Fürth devant 25 000 spectateurs.
Le Chemnitzer PSV joue ses matchs à domicile au stade jusqu'à la fin de la Seconde Guerre mondiale. Après la Guerre, c'est au tour du SG Chemnitz Nord (ancêtre du FC Karl-Marx-Stadt) de s'installer au Stadion an der Planitzstraße
Le 13 juillet 1950, le conseil municipal de Chemnitz décide de changer le nom du stade pour l'appeler le Dr.-Kurt-Fischer-Stadion (d'où le surnom actuel du stade de Fischerwiese), en l'honneur du politicien communiste et ministre de l'Intérieur de Saxe, Kurt Fischer, décédé peu de temps auparavant.
Le record d'affluence au stade est de 27 300 spectateurs lors d'une victoire de DDR-Liga 3-0 des locaux du Chemie Karl-Marx-Stadt sur le Fortschritt Weißenfels le 18 novembre 1953.
En 1989, la tribune principale du Fischer-Stadion est recouverte et est utilisée pour la première fois le 22 octobre de la même année lors d'un match d'Oberliga entre le FC Karl-Marx Stadt et le Lokomotive Leipzig.
C'est en 1990 que le stade prend son nom actuel (excepté entre 2016 et 2018 où il prend le nom de community4you ARENA pour des raisons de naming).

## Galerie

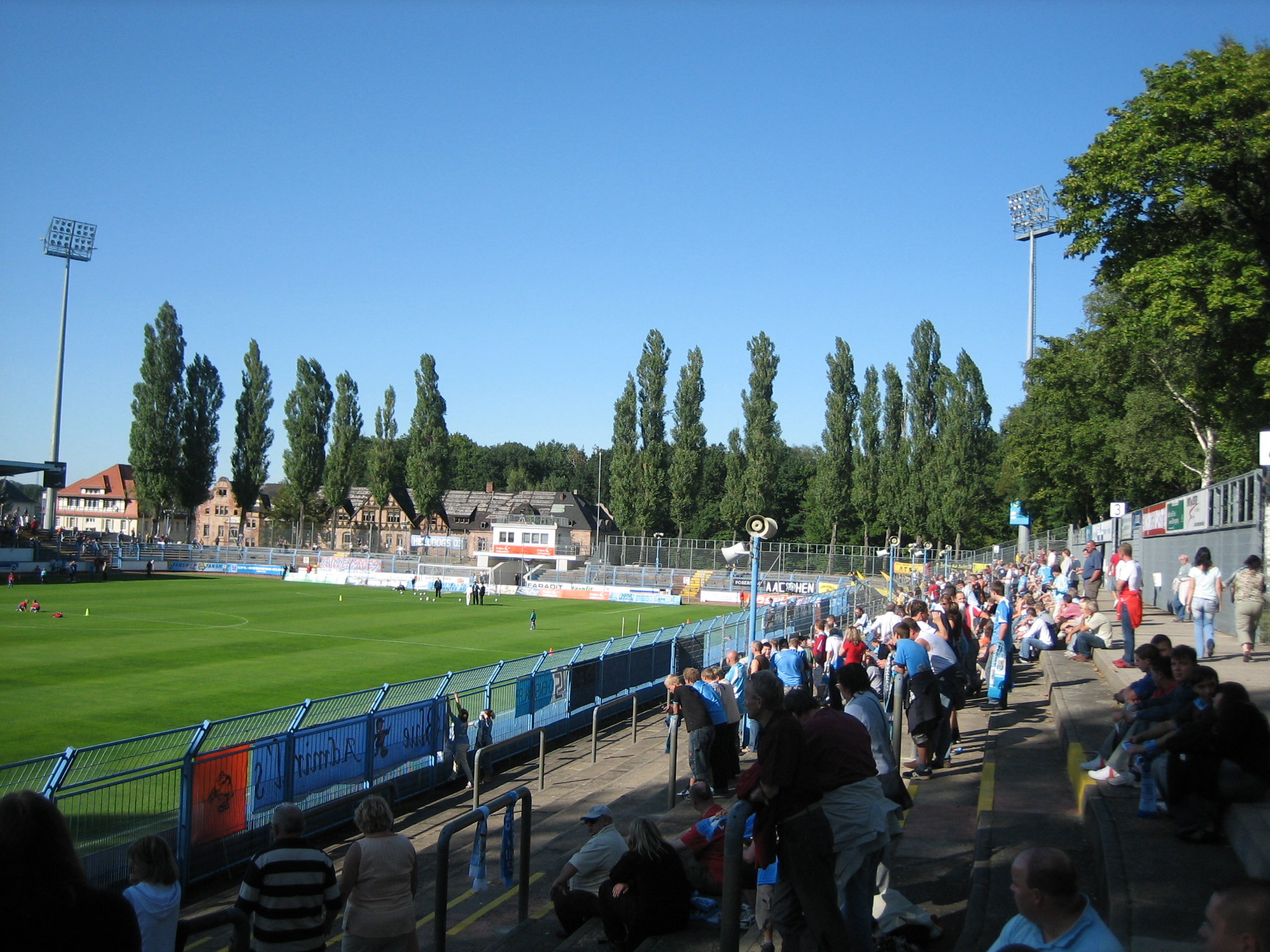
Vue d'un match au stade depuis la tribune en 2006 n°1
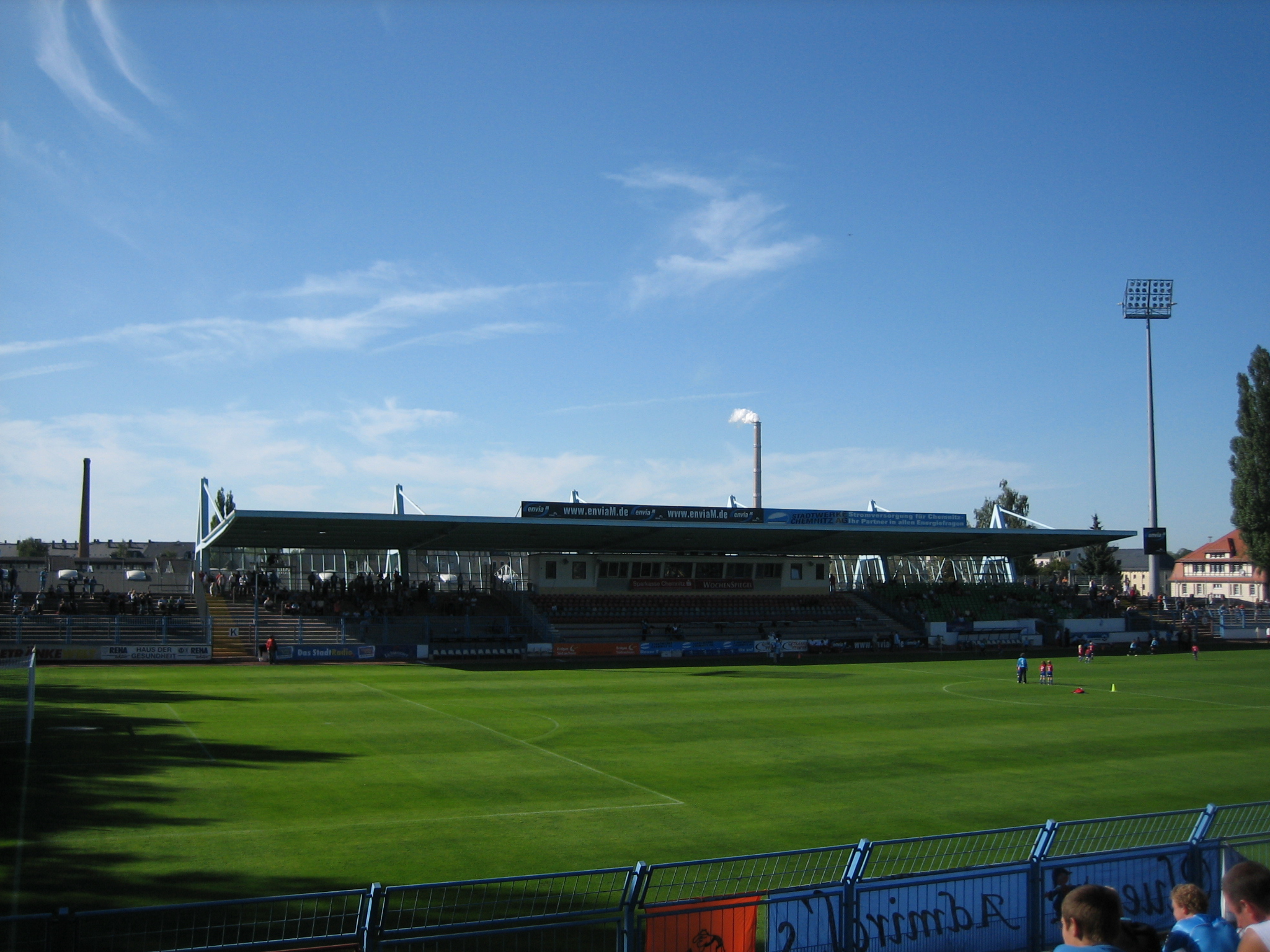
Vue d'un match au stade depuis la tribune en 2006 n°2
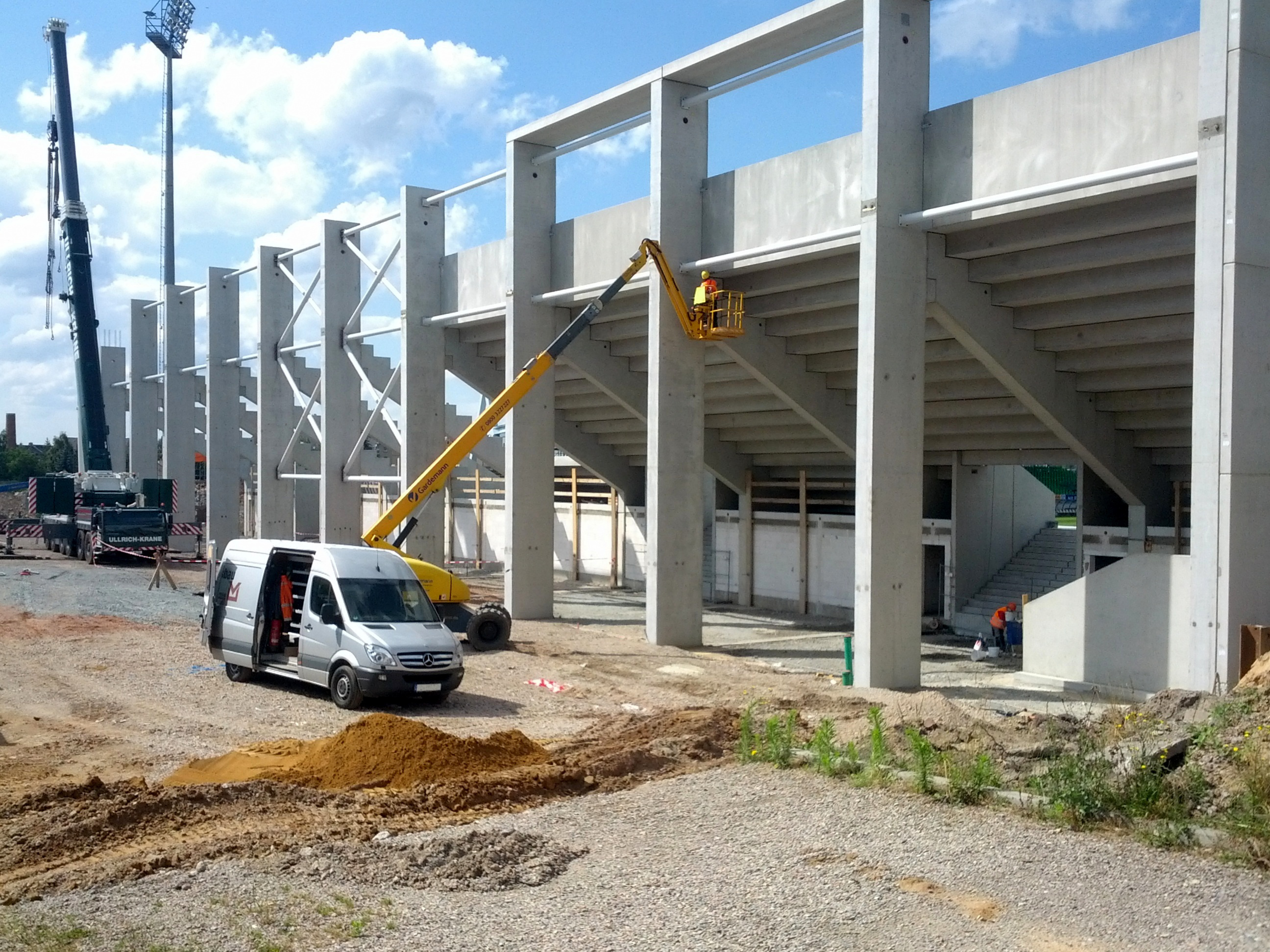
Construction de la nouvelle tribune